# أوك جو هيون
أوك جو هيون (بالكورية: 옥주현) هي مغنية وممثلة مسرحية موسيقية كورية جنوبية. ولدت يوم 20 مارس 1980 في سول في كوريا الجنوبية.

## روابط خارجية
- أوك جو هيون على موقع IMDb (الإنجليزية)
- أوك جو هيون على موقع ميوزك برينز (الإنجليزية)